# Трикратно повторение
Трикратно повторение е правило в шахмата, което е записано в точка 9.2 от Правилника на шахмата на ФИДЕ и гласи:
| „ | Партията е реми, при правомерна рекламация от състезател, който е на ход, когато една и съща позиция, поне за трети път (без да е необходимо повторението да е последователно) а. ще се появи, ако той първо запише хода си в бланката и заяви на съдията намерението си да направи този ход, или b. току-що се е появила и в допълнение на това състезателят с рекламация за реми е на ход. Позициите, посочени в а и b се считат за еднакви, ако същият състезател е на ход, фигурите от същия вид и цвят заемат същите полета и възможните ходове на всички фигури на двамата състезатели са едни и същи. Позициите не са едни и същи, ако пешка, която е можело да бъде взета „ан пасан“ вече не може да бъде взета по такъв начин. Ако царят или топът е принуден да се премести, правото на рокада, ако съществува, ще се загуби само след като се е преместил. | “ |

Смисълът на правилото е, че ако дадена позиция се повтори три пъти, партията няма прогрес. Правилото е въведено в тази си форма след първия мач за световната титла по шахмат между Вилхелм Щайниц и Йоханес Цукерторт през 1886 година.